# NGC 6236
NGC 6236 este o galaxie situată în constelația Dragonul. A fost descoperită în 28 iunie 1884 de către Lewis A. Swift. Se află la o distanță de 23,55 de megaparseci de Pământ.